# Brad McKay
Brad McKay (Edinburgh, 26 april 1993) is een Schots voetballer (verdediger) die sinds 2010 voor de Schotse eersteklasser Heart of Midlothian FC uitkomt. Voordien speelde hij voor de jeugd van diezelfde club.
McKay debuteerde op 10 maart 2013 voor Hearts FC in de uitwedstrijd tegen Hibernian FC. De wedstrijd werd met 0-0 gelijkgespeeld.